# Erich Lechner
Erich Maria Lechner (* 14. November 1937 in Wien; † 29. Juni 2015 in Leoben) war ein österreichischer Montanwissenschaftler und Hochschullehrer. Ab 1974 war er Professor des Fachgebietes Bergbaukunde an der Montanuniversität Leoben.

## Leben und Karriere

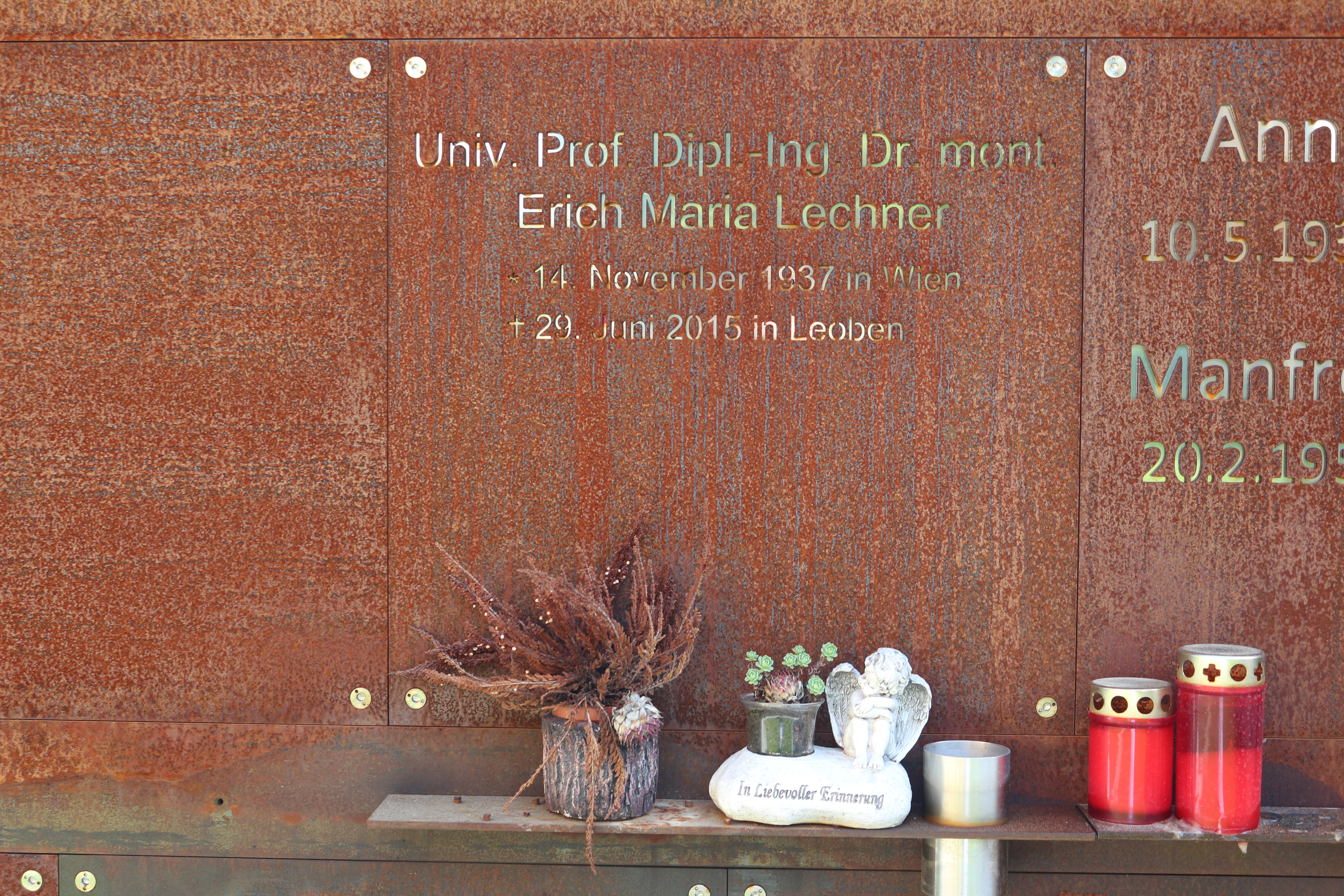
Urnengrab bei der Jakobikirche Leoben (2018)

Erich Lechner wurde am 14. November 1937 in Wien geboren und verbrachte die ersten Lebensjahre an der Seite seiner Mutter, da der Vater, als Lechner zwei Jahre alt war, in den Zweiten Weltkrieg zog und erst im Jahre 1947 wieder aus diesem zurückkehrte. Seine Mutter verlor der damals Siebenjährige am 13. Februar 1945 bei einem Bombenangriff auf Wien und wuchs in weiterer Folge gemeinsam mit seiner jüngeren Schwester zeitweise bei einer Tante in Hohenberg in Niederösterreich auf. Nach der Rückkehr aus dem Kriegsdienst bzw. der Kriegsgefangenschaft wuchs er ab 1947 wieder bei seinem Vater auf, der im Jahre 1948 eine zweite Ehe einging. Seine Schulbildung erhielt Lechner in Wien, wo er 1955 auch maturierte und daraufhin ein Studium der Bergbaukunde an der Montanistische Hochschule Leoben begann. Zum Bergbau kam Lechner durch seinen Großvater väterlicherseits, eines in der Ersten Republik pensionierten Generals der Artillerie. Dieser wusste von der Vorliebe seines Enkels für Gesteine und Mineralien und riet ihm zum Studium an der Montanistischen Hochschule in Leoben. Im Wintersemester 1955 startete Lechner in sein Bergbaustudium und beendete es im Sommersemester 1961 mit magna cum laude. In seine knapp sechsjährige Studienzeit fielen zwei ganze Jahre als Praktikant in mehreren Kohlgruben, sowie am Steirischen Erzberg. Zwei Jahre vor seinem Diplom-Examen wurde Lechner am 1. März 1959 wissenschaftliche Hilfskraft (entspricht einem heutigen Studienassistenten) am Institut für Bergbaukunde in Leoben. Unmittelbar nach seinem Studienabschluss im Sommersemester 1961 heiratete Lechner, mit Günter B. Fettweis als Trauzeugen, am 8. Juli 1961 in Seckau Ilse Müller und gründete mit ihr eine Familie. Im Jahre 1963 kam der Sohn Stephan, späterer Geschäftsführer der Maerz Ofenbau AG in Zürich und Lehrbeauftragter am Lehrstuhl für Thermoprozesstechnik in Leoben, zur Welt.
Mittlerweile vom wissenschaftlichen Assistenten zum Hochschulassistenten aufgestiegen, leitete er ab 1965 die Abteilung für Tagebautechnik am Institut für Bergbaukunde. Ende August 1974 erfolgte Lechners Ernennung zum außerordentlichen Hochschulprofessor durch den damaligen Bundespräsidenten Rudolf Kirchschläger. In die rund 15-jährige Zeit von der Einstellung als wissenschaftliche Hilfskraft bis zur Ernennung zum Professor fielen unter anderem die Übernahme von Lehraufträgen für Tagebautechnik in Ablöse von Ludwig Loch im Februar 1966, die mit Auszeichnung bestandene Promotion zum Dr. mont. im April 1968 oder die Habilitation für das Gesamtgebiet der Bergbaukunde im März 1973. In seine Anfangszeit als außerordentlicher Professor fiel auch die Umbenennung der Montanistischen Hochschule in Montanuniversität Leoben auf Basis des Universitätsorganisationsgesetzes im Jahre 1975. Im Jahre 1984 erfolgte die Bestellung Lechners zum Abteilungsleiter für Tagbau- und Steinbruchtechnik und ab 1993 fungierte er als Institutsvorstand für Bergbaukunde, Bergtechnik und Bergwirtschaft.
Zusätzlich zu seiner Tätigkeit in Leoben war Lechner von 1978 bis 1989 Gastprofessor an der Bergakademie Freiberg und von 1991 bis 1997 Gastprofessor an der Universität Miskolc. Bereits ab Jänner 1965 war er gerichtlich beeideter Sachverständiger für Sprengtechnik, sowie Tagbau- und Steinbruchtechnik und ab November 1973 zudem Zivilingenieur für Bergwesen. Zeitlebens unternahm er zahlreiche Beratungen und Studienreisen im In- und Ausland, wobei er unter anderem in Angola, Deutschland, Finnland, Indien, Italien, im Jemen, in Mosambik, Ungarn und in den Vereinigten Staaten tätig war. In den Jahren 1974 und 1975 war er jeweils für mehrere Monate für die Vereinten Nationen in neun ostafrikanischen Staaten bei der Errichtung eines gemeinsamen Mineral Development Centres im Einsatz. Zwischen 1989 und 1997 war Lechner Aufsichtsratsmitglied der Voest-Alpine-Erzberg GmbH und erhielt im Laufe seiner Karriere verschiedene Auszeichnungen und Ehrungen. Hervorzuheben sind hierbei das Ehrenkreuz für Wissenschaft und Kunst 1. Klasse im Jahre 1987 und das Goldene Verdienstmedaille der Universität Miskolc im Jahre 1993.
Mit Wirkung vom 1. März 1998, 24 Jahre nach seiner Ernennung zum außerordentlichen Hochschulprofessor, wurde seine Professur auf Basis des Universitätsorganisationsgesetzes 1993 in diejenige eines ordentlichen Universitätsprofessors umgewandelt. Nachdem er davor bereits zweimal auf Berufungslisten für tagebauorientierte Bergbaulehrstühlen im Ausland gestanden hatte (1968 an der TU Berlin und 1973 an der TU Clausthal), lehnte er im Jahre 1983 ein Angebot auf eine primo et unico logo Berufung und damit die feste Zusage einer Professur an der TU Clausthal ab. Von der Gründung des Fachausschusses für Tagbautechnik im Jahre 1967 bis ins Jahr 2005 gehörte Lechner diesem als stellvertretender bzw. geschäftsführender Leiter, in beiden Funktionen jedenfalls de facto als Geschäftsführer, an. In gleicher Funktion war er bereits jahrelang in der Vorgängerorganisation, dem Arbeitskreis für das Sprengen mit Ammoniumnitrat-Öl-Gemischen, tätig gewesen. Als Sachbearbeiter war Lechner bereits im Jahre 1960 wegweisend aktiv. Am 1. Juli 1998 ging Lechner 61-jährig in den Ruhestand, hielt aber weiterhin das Amt des stellvertretenden und damit geschäftsführenden Vorsitzenden des Fachausschusses (bis 2005). Im Laufe seiner Karriere war Lechner Erst- und Zweitberichter von 18 Dissertationen in Österreich, Deutschland und Ungarn, hielt 62 Vorträge und publizierte 36 großteils sehr gewichtige Aufsätze. Zeitlebens erstellte er etwa 100 Expertisen.
Am 29. Juni 2015 starb Lechner 77-jährig in Leoben; sein Leichnam wurde eingeäschert und am nur wenige Monate zuvor errichteten Urnenfriedhof bei der Leobner Jakobikirche beigesetzt.

## Ehrungen
- 1987: Ehrenkreuz für Wissenschaft und Kunst I. Klasse
- 1993: Goldene Verdienstmedaille der Universität Miskolc